# 博拉卡 (亞利桑那州)
博拉卡（英語：Polacca）是位於美國亞利桑那州納瓦霍縣的一個非建制地區。該地的面積和人口皆未知。

## 地理
博拉卡的座標為35°50′12″N 110°22′53″W / 35.83667°N 110.38139°W，而該地的平均海拔高度為1770米（即5810英尺）。